# Saichania
A Saichania (mongol nevének jelentése 'gyönyörű') az ankylosaurida dinoszauruszok egyik neme, amely a késő kréta időszakban, a campaniai korszakban élt. Maradványait a dél-mongóliai Nemegt Medencében, Khulsannál, a Barun Goyot Formációban találták meg. Egyetlen ismert faja a típusfaj, a Saichania chulsanensis.

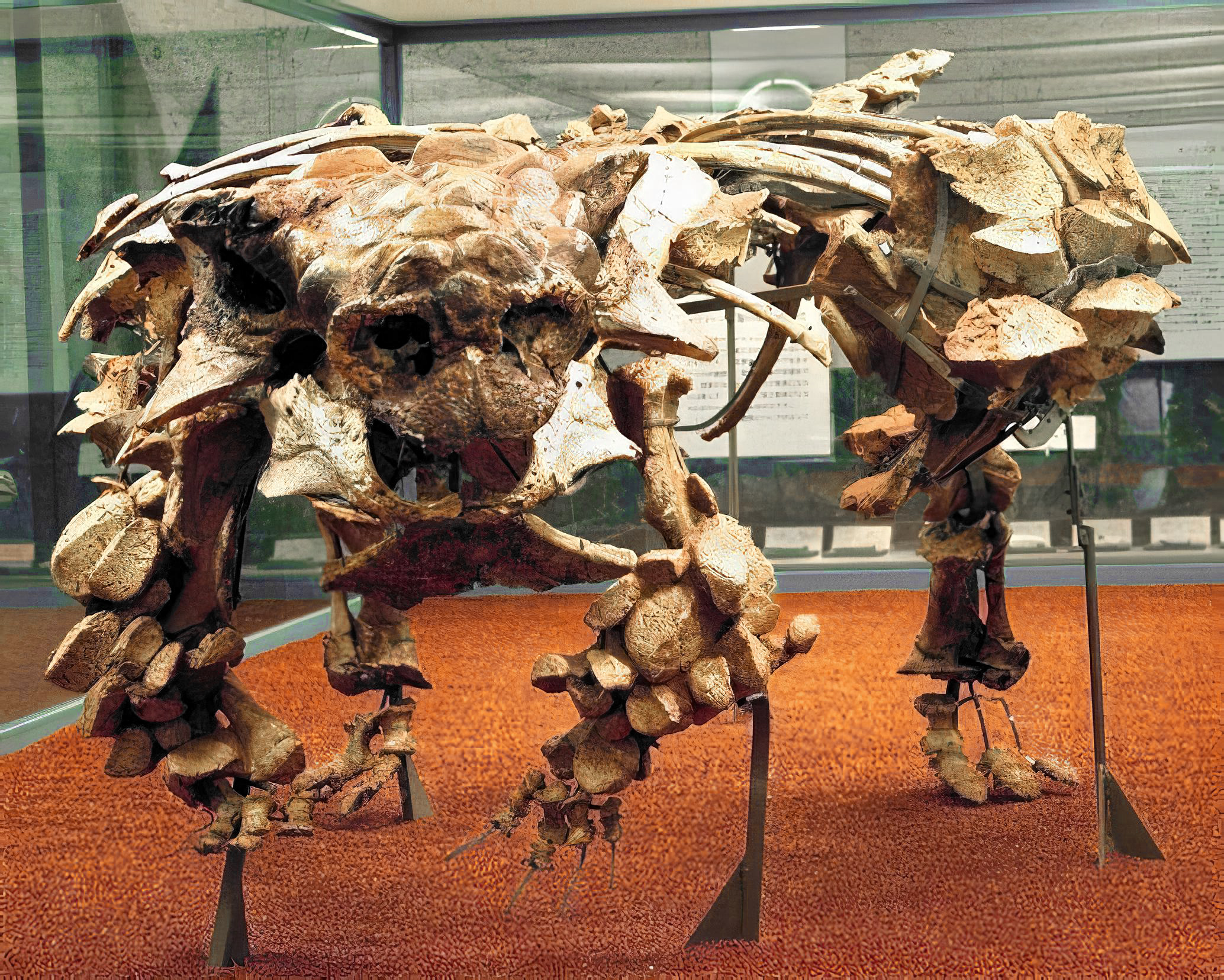
A Saichania csontváza nakasatói Dinosaur Kingdomban, Japánban

A Saichania leírását Teresa Maryańska készítette el 1977-ben, a Tarchia kielanae-vel együtt. Az S. chulsanensis típuspéldánya egy koponyából és a koponya alatti (posztkraniális) csontváz elülső részéből (nyak- és hátcsigolyákból, vállövből, mellső lábból és eredeti helyzetben levő páncél darabokból) áll. A besorolt fosszíliák között koponyatető részek és kapcsolódó páncél elemek, valamint egy még leíratlan, majdnem teljes csontváz és egy koponya is található (lásd a képen).

## Anatómia
A Saichania egy zömök, nehéz páncélzatú, körülbelül 6,6 méter hosszú dinoszaurusz volt. A feje tetején, valamint a háta és az oldalai mentén a védelmére szolgáló páncélt nagy tüskék egészítették ki, farka pedig buzogányszerűvé vált. A koponyája összetett légvezetékekkel volt ellátva, és egy szokatlanul tömör szájpad tartozott hozzá. Ezek lehetővé tehették, hogy az állat lehűtse a belélegzett levegőt, és kemény növényeket fogyasszon, ami arra utal, hogy forró, száraz környezetben élt. Létezik arra utaló bizonyíték, hogy az orrlyukai közelében egy sómirigy helyezkedett el, ami további segítséget nyújtott a sivatagos élőhelyen.

## Fordítás

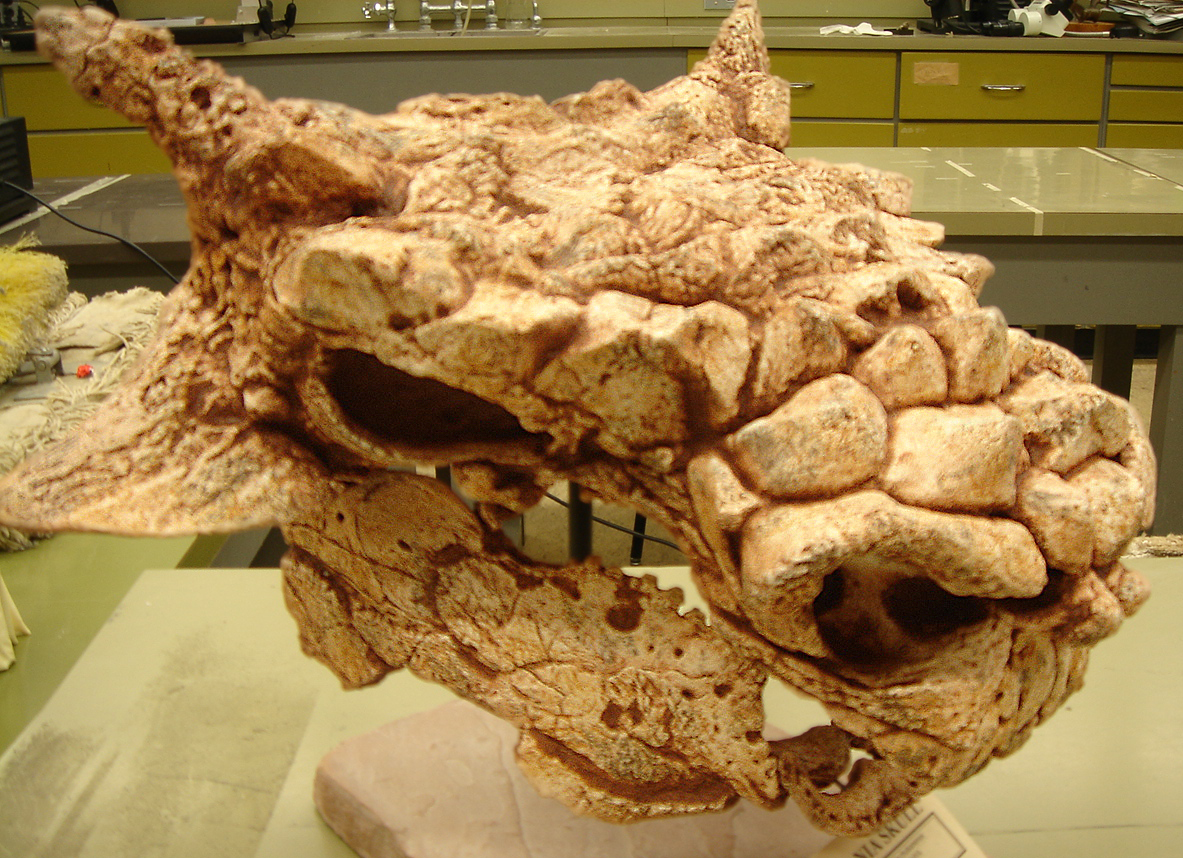
A Saichania koponyája

- Ez a szócikk részben vagy egészben a Saichania című angol Wikipédia-szócikk ezen változatának fordításán alapul.  Az eredeti cikk szerkesztőit annak laptörténete sorolja fel. Ez a jelzés csupán a megfogalmazás eredetét és a szerzői jogokat jelzi, nem szolgál a cikkben szereplő információk forrásmegjelöléseként.